# Brasserie de Champigneulles
Cet article concerne la brasserie et la bière Champigneulles. Pour la commune de Meurthe-et-Moselle, voir Champigneulles.
La brasserie de Champigneulles est une brasserie lorraine installée à Champigneulles, au nord de Nancy, dans le département de Meurthe-et-Moselle.
Dernière grande brasserie de Lorraine encore en activité, elle appartient au groupe allemand TCB.

## Historique

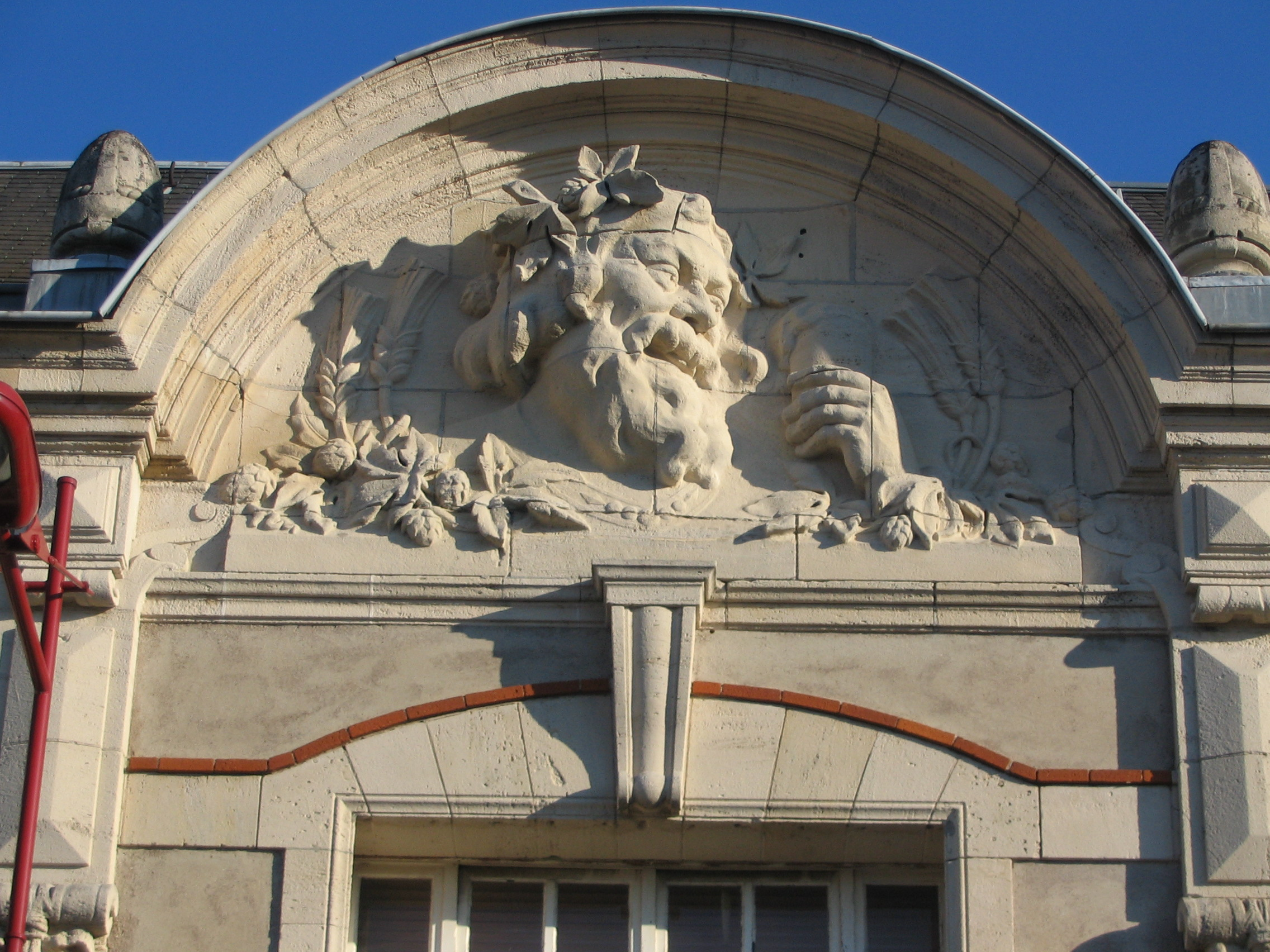
Gambrinus, par Alfred Finot, sur le fronton de l'ancien bâtiment administratif de la brasserie (aujourd'hui détruit).

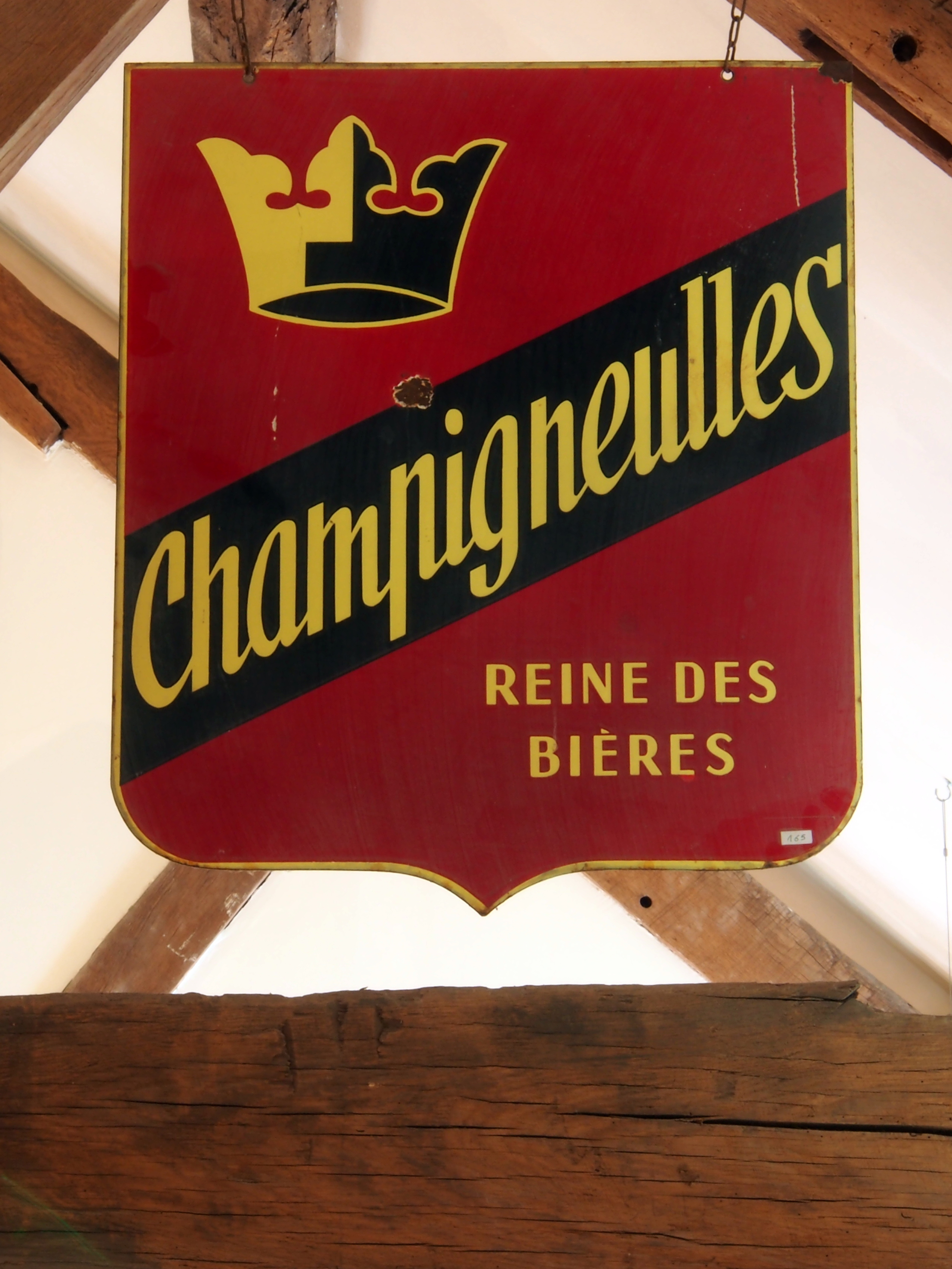
Enseigne ancienne Champigneulles Reine des Bières.

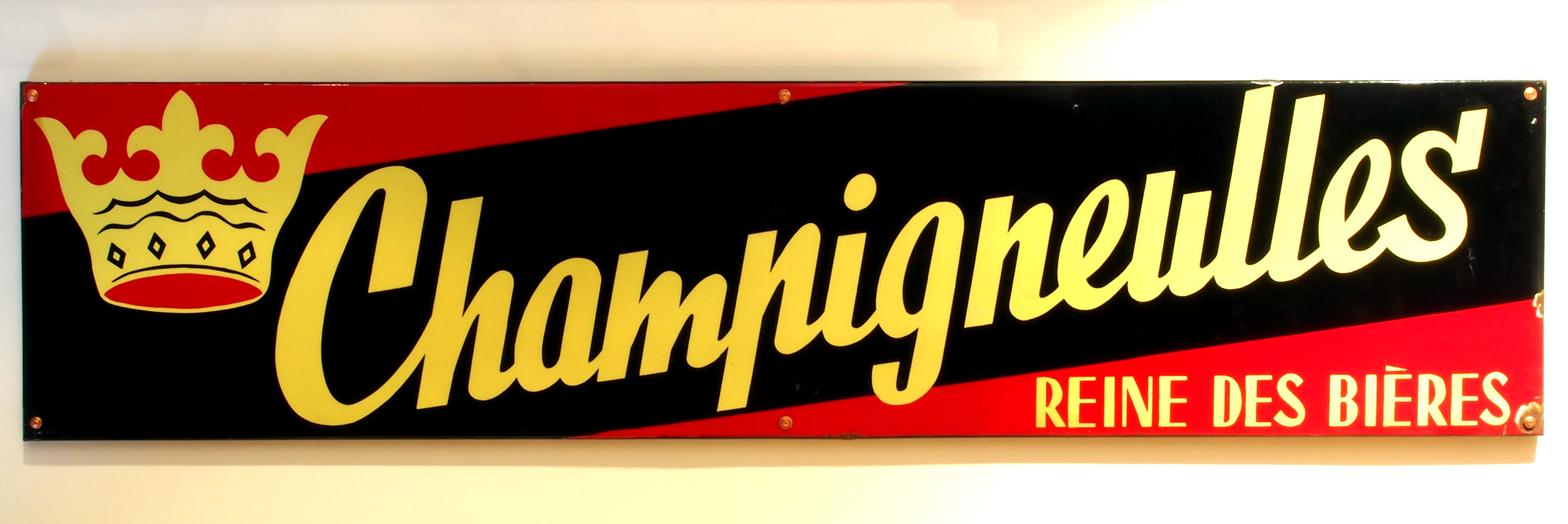
Plaque ancienne Champigneulles.

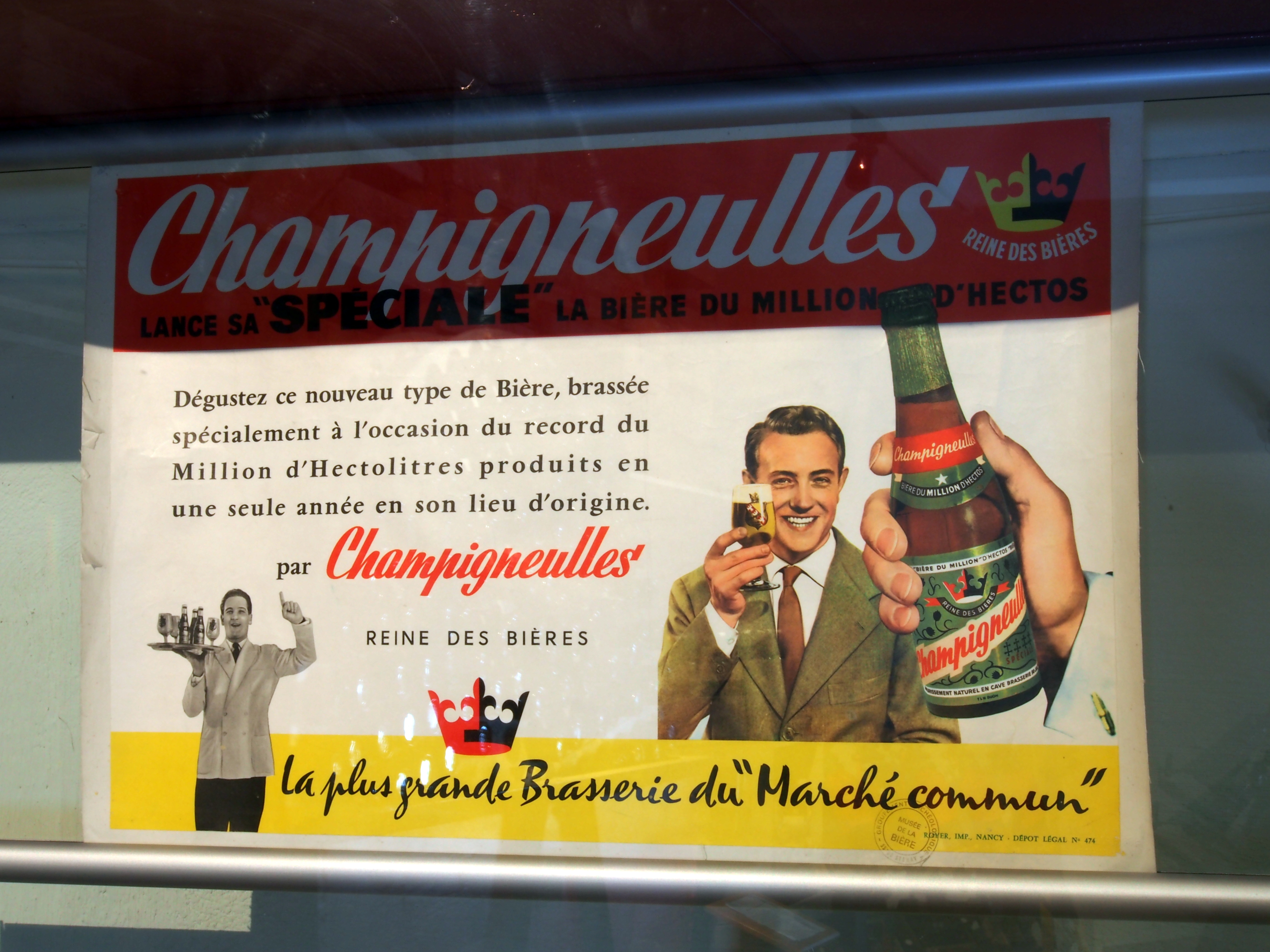
Publicité ancienne pour la brasserie.

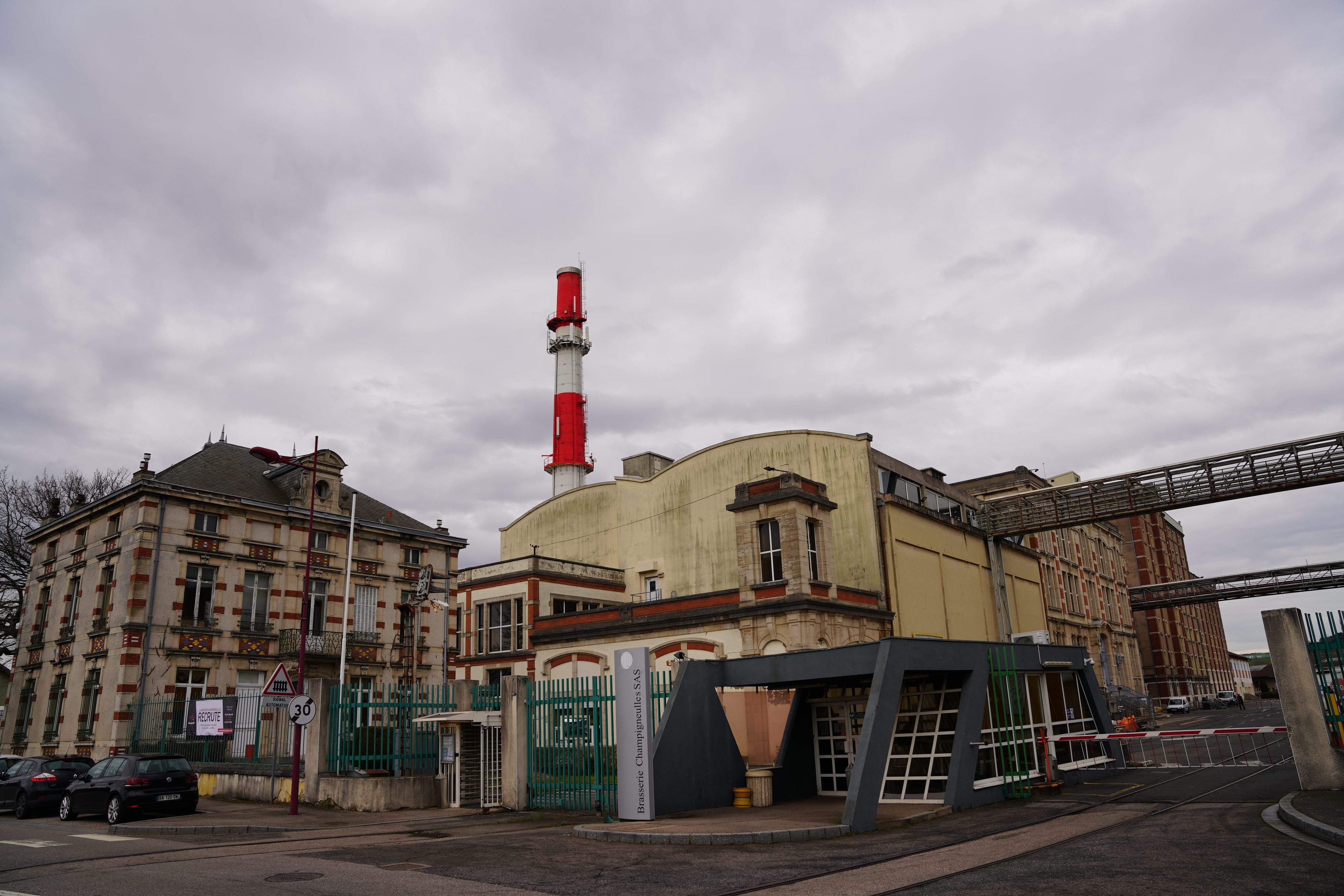
Site de production de la ville de Champigneulles.

La légende de saint Arnoul, patron des brasseurs, raconte qu'aux alentours de l'an 640 les pèlerins qui transportaient les reliques du saint vinrent à manquer de bière. Ils prièrent le saint et leurs tonneaux, vides, se remplirent miraculeusement de bière. Ce miracle se serait produit à Champigneulles sur le site de la brasserie. 
La brasserie de Champigneulles a été fondée le 20 juin 1897 par Antoine Trampitsch, immigré d'origine slovène de la Carinthie et ancien élève de l'école de brasserie de Vienne, et par Victor Hinzelin, directeur du journal L'Impartial de l'Est, sous le nom de Grande brasserie de la Moselle de Champigneulles-Nancy.

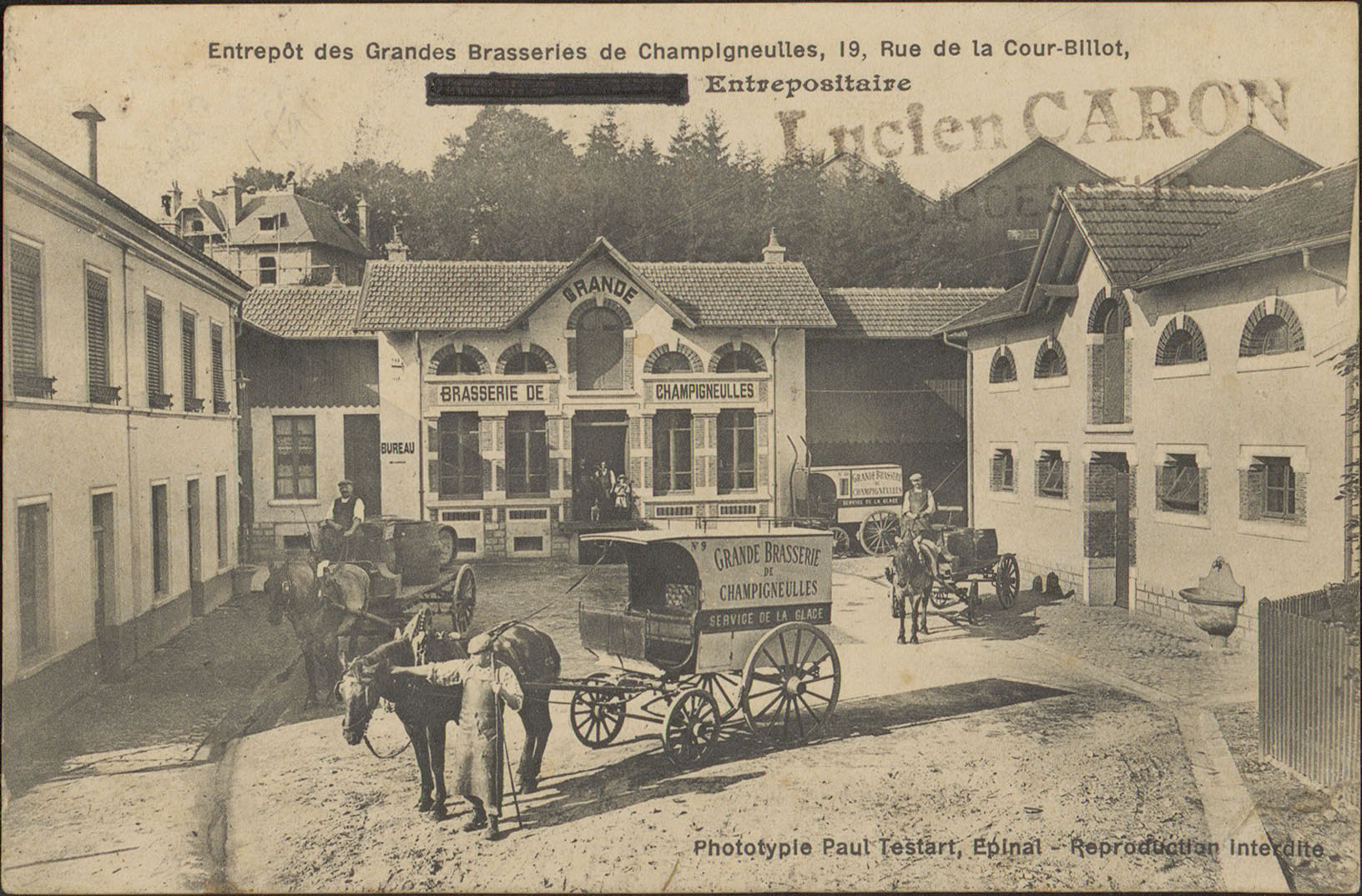
Entrepôt des Grandes Brasseries de Champigneulles.

En 1897, la brasserie emploie 32 personnes et produit 7 500 hectolitres de bière. En 1898, ce chiffre atteint 25 000 hectolitres puis 210 000 hectolitres à la veille de la Première Guerre mondiale.
Elle devient la « Grande brasserie de Champigneulles-Nancy » en 1910 puis les « Grandes brasseries et malteries de Champigneulles » en 1912.
Dès la fin de la Première Guerre mondiale, la brasserie commande, en Suisse, un nouveau matériel de production.
En 1924, la brasserie fait construire la cité-ouvrière Beausoleil pour loger ses employés.
En 1934, elle emploie près de 1 000 personnes pour une production de 400 000 hectolitres.
Durant la Seconde Guerre mondiale, camions et chevaux de la brasserie sont réquisitionnés d'abord par l'armée française puis par l'armée allemande.
Après guerre, l'entreprise grossit rapidement en rachetant successivement la brasserie Tourtel de Tantonville (1948), la Brasserie de Fort Carré de Saint-Dizier (1953) puis la brasserie Prieur de Strasbourg-Koenigshoffen en 1954.
Le cap du million d'hectolitres est franchi en 1959. La brasserie se lance dans la production de limonades et sodas grâce à la récupération de l'acide carbonique dégagé par la fermentation de la bière.
En 1966, elle fusionne avec les Brasseries de la Meuse et la Brasserie de Charmes pour créer la Société européenne de brasserie (S.E.B). La même année, elle ferme la brasserie Gangloff (100 000 HL/an), brasserie historique de la ville Besançon et vend l'immobilier. Au sein de ce nouvel ensemble qui compte 23 sites de production en France pour une production de 6 millions d'hectolitres ; Champigneulles a longtemps été le site plus important.
La bière Champigneulles est connue pour avoir notamment parrainé le tour de France cycliste entre 1949 et 1965 avec comme slogan « La reine des bières parraine la Petite Reine ». La Champigneulles a aussi été l'un des sponsors des Jeux olympiques de Grenoble en 1968.
La brasserie reste un établissement familial jusqu'en 1970, date de la prise de contrôle de la S.E.B par le groupe BSN.
La Kanterbräu est brassée à Champigneulles à partir de 1971. Champigneulles sera par la suite le lieu de production des bières Kanterbräu Gold, Tourtel et Grimbergen.
En 1986, la S.E.B fusionne avec Kronenbourg, également racheté par le groupe BSN. 
En 1995, la brasserie de Champigneulles est la 2e brasserie française avec une production de trois millions d'hectolitres et 350 salariés.
Danone (anciennement BSN) revend les Brasseries Kronenbourg au groupe écossais Scottish & Newcastle en 2000. Face au recul persistant du marché français de la bière et au déclin des bières d'entrée de gamme auxquelles se rattache la Kanterbräu, Kronenbourg décide de regrouper sa production sur le site de la brasserie d'Obernai dans le Bas-Rhin. En 2006, Kronenbourg et Scottish & Newcastle cèdent la brasserie de Champigneulles au groupe allemand TCB.
Installé à Francfort-sur-l'Oder, le groupe possède trois brasseries : Frankfurter Brauhaus et Feldschlösschen en Allemagne ainsi que Champigneulles. Cette mesure se traduit alors par de fortes réductions d'emploi mais préserve une activité brassicole à Champigneulles. La production tombe à 700 000 hectolitres en 2006 pour 86 salariés.
En 2009, un ancien bâtiment administratif de la brasserie, comportant des sculptures d'Alfred Finot, est démoli ,.
Début 2012, la brasserie relance sa marque historique Champigneulles.
En 2014, la société Brasserie Champigneulles SAS fabrique, conditionne et commercialise 2,65 millions d'hectolitres de bière, avec une part importante d'export dans les pays de l'Union européenne et emploie 170 personnes (plus une cinquantaine d'intérimaires). Elle dispose d'un catalogue de 20 types de bières pour une centaine de produits finis. Elle brasse notamment les bières Steinburg, Grafenwalder, Finkbräu, Königsbier et Kaiserkrone ainsi que sa marque historique Champigneulles. La salle de brassage a une capacité de production de 20 000 hectolitres par jour. La brasserie est dotée de cinq lignes de conditionnement : trois lignes de boîtes avec une capacité de 80 000 boîtes/heure, une ligne bouteilles de 25 cl avec une capacité de 60 000 bouteilles/heure et une ligne bouteilles de 50 cl avec une capacité de 30 000 bouteilles/heure.
En mars 2015, Champigneulles est la première brasserie française à commercialiser de la bière en bouteilles PET. Le chiffre d'affaires de l'entreprise est en progression de 10 à 15 % par an (185 millions d'euros en 2014). La brasserie réalise environ 85 % de son chiffre d'affaires à l'étranger.
En 2016, Champigneulles est redevenue la deuxième brasserie française avec une production annuelle de 3,7 millions d'hectolitres. Depuis 2012, près de 40 millions d'euros ont été investis pour la modernisation de la brasserie.
La brasserie, d'une superficie de 20 hectares, possède un important embranchement ferroviaire relié à la ligne de Noisy-le-Sec à Strasbourg-Ville.

## Les bières
Sous la marque Champigneulles :

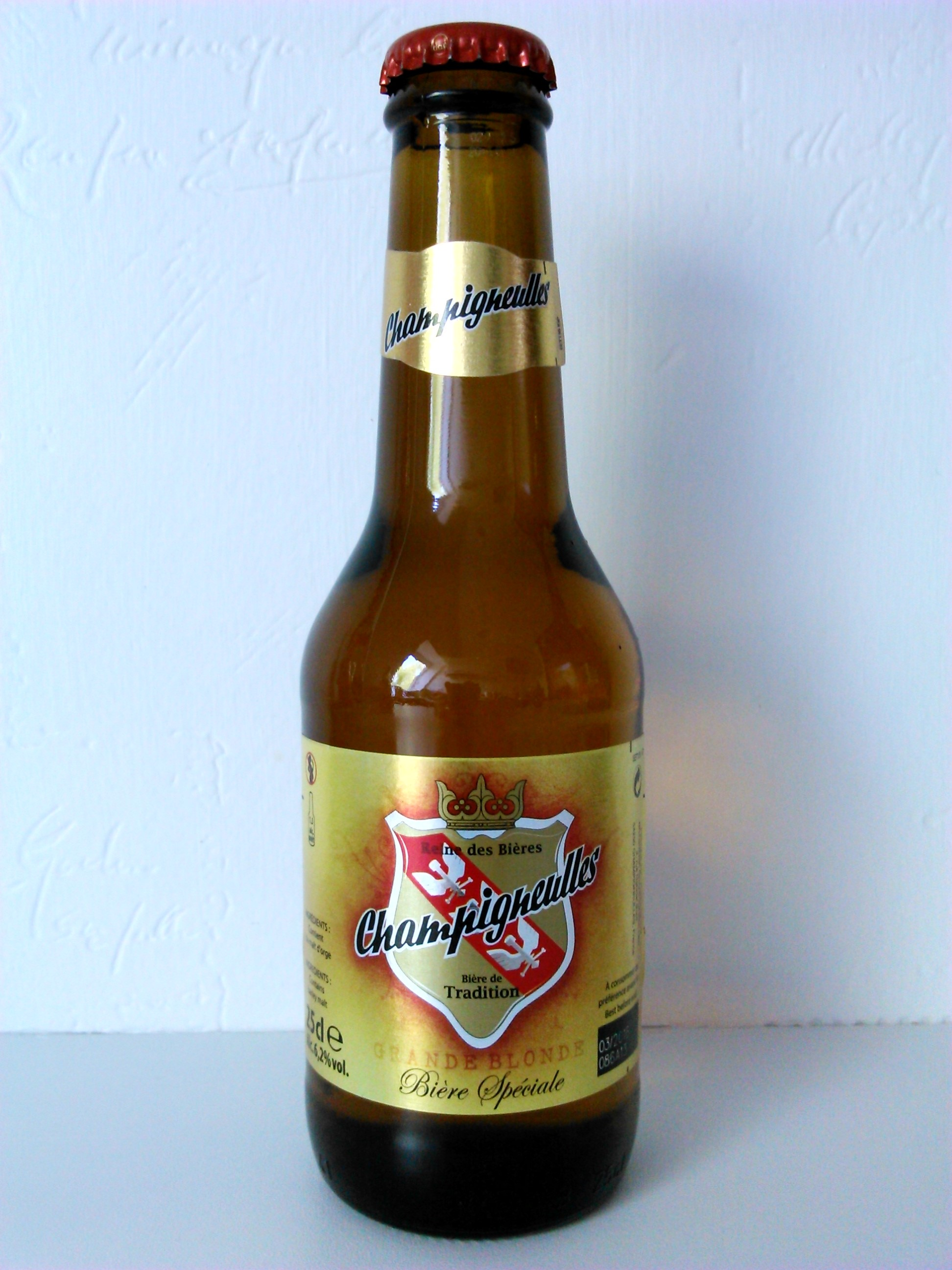
La Grande blonde est la bière de tradition de la brasserie ; sur le logo Champigneulles apparait une version stylisée du blason de la Lorraine.

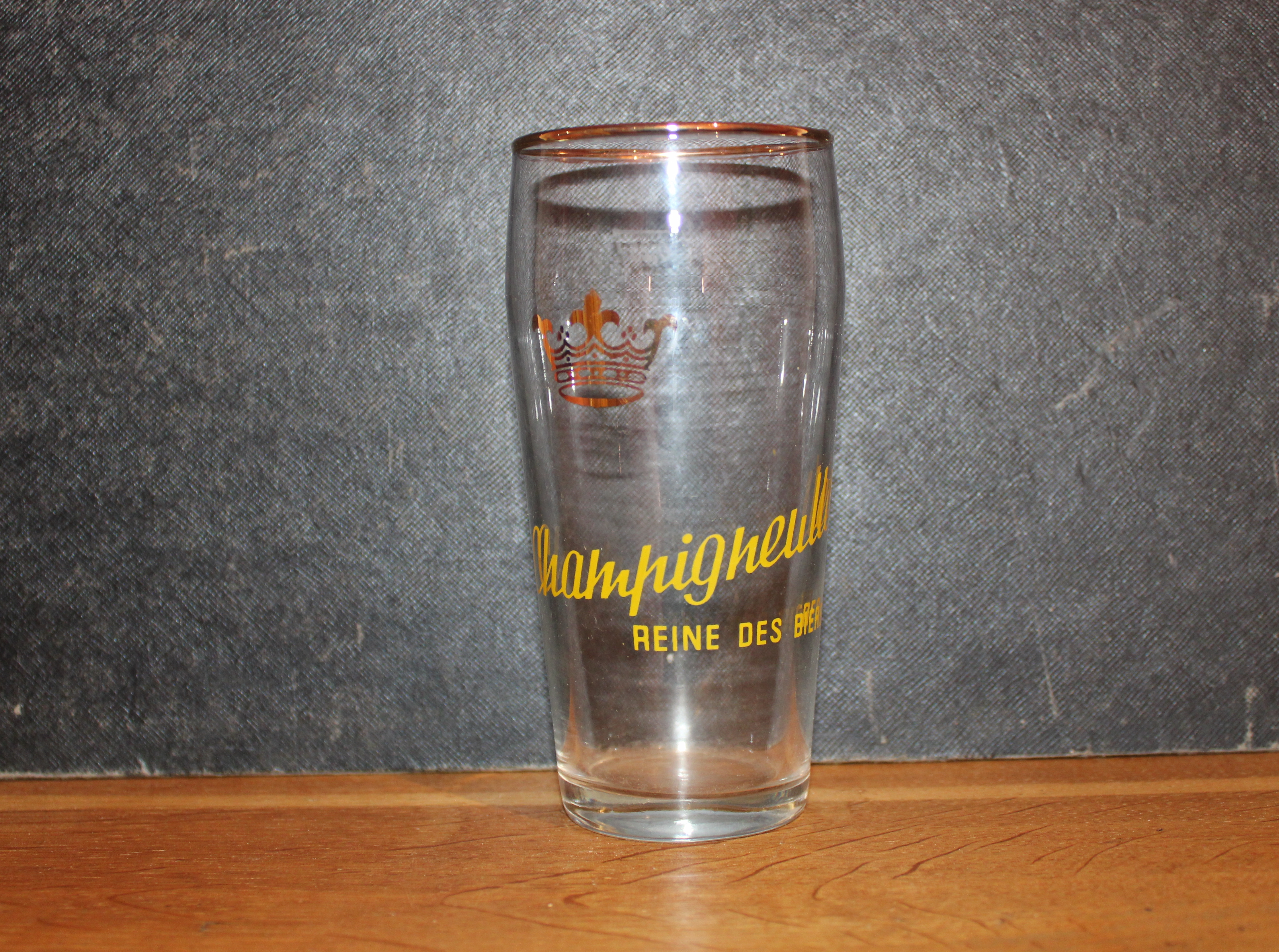
Vieux verre à bière Champigneulles Reine des bières.

- Grande blonde de Champigneulles (blonde, 6,2 %) ;
- Bière d'Abbaye de Champigneulles (ambrée, 6,2 %) ;
- Grande brune de Champigneules (brune, 6 %)
- Champigneulles Panaché (panaché).

Les autres,:
- Askania ;
- Grafenwalder ;
- Finkbräu ;
- Koenigsbier ;
- Kaiserkrone ;
- Perlenbacher puis Perlembourg (blonde, 4,9 %/vol) et déclinaisons (blanche, forte, etc.) pour le compte de l'enseigne de hard-discount Lidl ;
- Pilsator ;
- Rheinbacher ;
- Spitzkrug ;
- Abbaye de Vauclair pour le compte de l'enseigne de hard-discount Lidl (blonde, 6,2 %/vol).
- Karlsquell pour le compte de l'enseigne de hard-discount Aldi (blonde, 4,9 %/vol).

### Sources
- La brasserie sur le site de la commune de Champigneulles.
- Article du 30 mars 2012 sur le site Mylorraine.fr.
- Site non officiel sur la Brasserie et les bières de Champigneulles.
- « Logistique » sur le site officiel de la brasserie de Champigneulles.
- « Présentation » sur le site officiel de la brasserie de Champigneulles.